# Велеии
Велеиите (на латински: Velleus; Velleius) са фамилия от Древен Рим. Техният когномен е Патеркул.
Известни с името Валей:
- Гай Велей Патеркул (19 пр.н.е.-31 г.), древноримски историк
- Гай Велей Тутор, суфектконсул 26 г.
- Гай Велей Патеркул (консул 60 г.), суфектконсул 60 г.
- Луций Велей Патеркул, суфектконсул 61 г.